# Angelika Unterlauf
Angelika Unterlauf född 1946, är en tysk journalist och nyhetsuppläsare, mest känd som nyhetsuppläsare i det östtyska nyhetsprogrammet Aktuelle Kamera. I filmen Good Bye, Lenin! från 2003 skymtar Angelika Unterlauf i några inspelade gamla nyhetssändningar från Aktuelle Kamera.